# Nadziejewki
Nadziejewki lub też Smolarnia – dawna osada w Polsce położona w województwie lubuskim, w powiecie międzyrzeckim, w gminie Skwierzyna. Należy do sołectwa Krobielewko.

## Historia
Wieś powstała na prawie olęderskim w XVIII w. na południowym skraju Puszczy Noteckiej, ok. 2 km na północny wschód od Krobielewka. Jeszcze w latach międzywojennych było tam ok. 15 gospodarstw. W 1939 roku mieszkało tu 49 osób. W latach 1975–1998 miejscowość administracyjnie należała do województwa gorzowskiego. Reliktem osady jest leśniczówka 1 km na północ od Skrzynicy. Formalnie miejscowość została zniesiona w 2008 roku.
Nadziejewki to nazwa leśnictwa w Nadleśnictwie Międzychód.